# Cyrille Bunyan
Charles "Cyrille" Bunyan Jr. (Brimington (Chesterfield), 7 november 1893 - Nottingham, 1975) was een Engelse voetballer en voetbalcoach. Hij speelde in zijn carrière onder meer voor Chelsea FC. Hij is de zoon van Charles Bunyan Sr. en de broer van Maurice Bunyan.

## Carrière
In de periode voor de Eerste Wereldoorlog voetbalde Cyrille Bunyan net als zijn broer Maurice Bunyan voor het Belgische Racing Club Brussel. Ze waren beiden aanvallers. In 1912 bereikte de club de finale van de eerste Beker van België. Daarin won de Brusselse club met 1-0 van RC de Gand na een doelpunt van Cyrille Bunyan. Het volgende seizoen werd hij voor een seizoen uitgeleend aan ARA La Gantoise in Tweede Klasse. In Eerste Klasse speelde hij 55 wedstrijden en scoorde 12 keer. Later speelde hij nog als amateurvoetballer voor Chelsea FC.
Begin jaren 20 werd zijn vader de eerste buitenlandse trainer van SC Anderlecht, maar de man overleed niet veel later. Cyrille Bunyan nam toen de taken van zijn vader voor enkele seizoenen over.